# Grotte d'Atxurra
La grotte d'Atxurra est une grotte ornée située dans la commune de Berriatua, dans la province de Biscaye, dans la communauté autonome du Pays basque, en Espagne,. Elle abrite des peintures et gravures pariétales datées du Magdalénien moyen et supérieur (d'environ 16 000 à 14 000 ans avant le présent (AP)), qui sont parmi les plus fameuses du Pays basque. Elle compte au moins 14 secteurs décorés de 113 figures animales, principalement des chevaux et des bisons, et dans une moindre mesure, des caprins, des cerfs, des rennes et des aurochs, gravées ou réalisées en peinture noire. Elle compte plus de figures que la grotte d'Armintxe et la grotte de Santimamiñe en Biscaye, la grotte d'Altxerri en Guipuscoa, et la grotte d'Erberua en Basse-Navarre (France). Elle abrite également l'une des principales colonies de chiroptères de Biscaye.

## Situation
La grotte d'Atxurra est située dans la municipalité de Berriatua, mais très proche de la ville de Lekeitio, dans le bassin de la rivière Lea. Elle se trouve dans le secteur oriental du petit karst de Mereludi, au pied des sommets appelés Atxarre (267 m) et Gaztelukoatxa (183 m), faisant partie de son bassin versant. Comme les autres cavités de la zone, Atxurra est ouverte dans le calcaire urgonien du Crétacé inférieur.

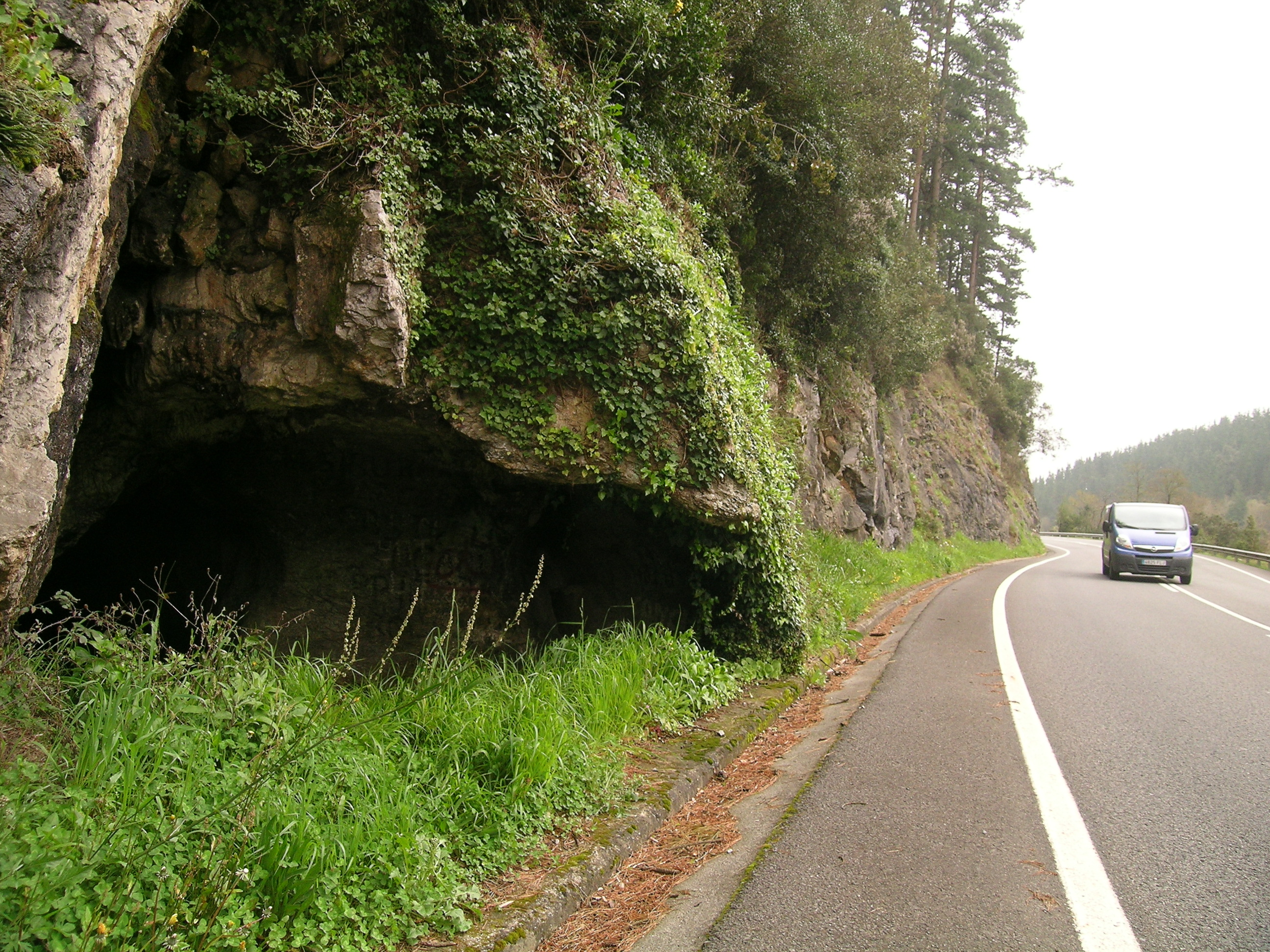
Entrée inférieure de la cavité, ouverte artificiellement en 1882.

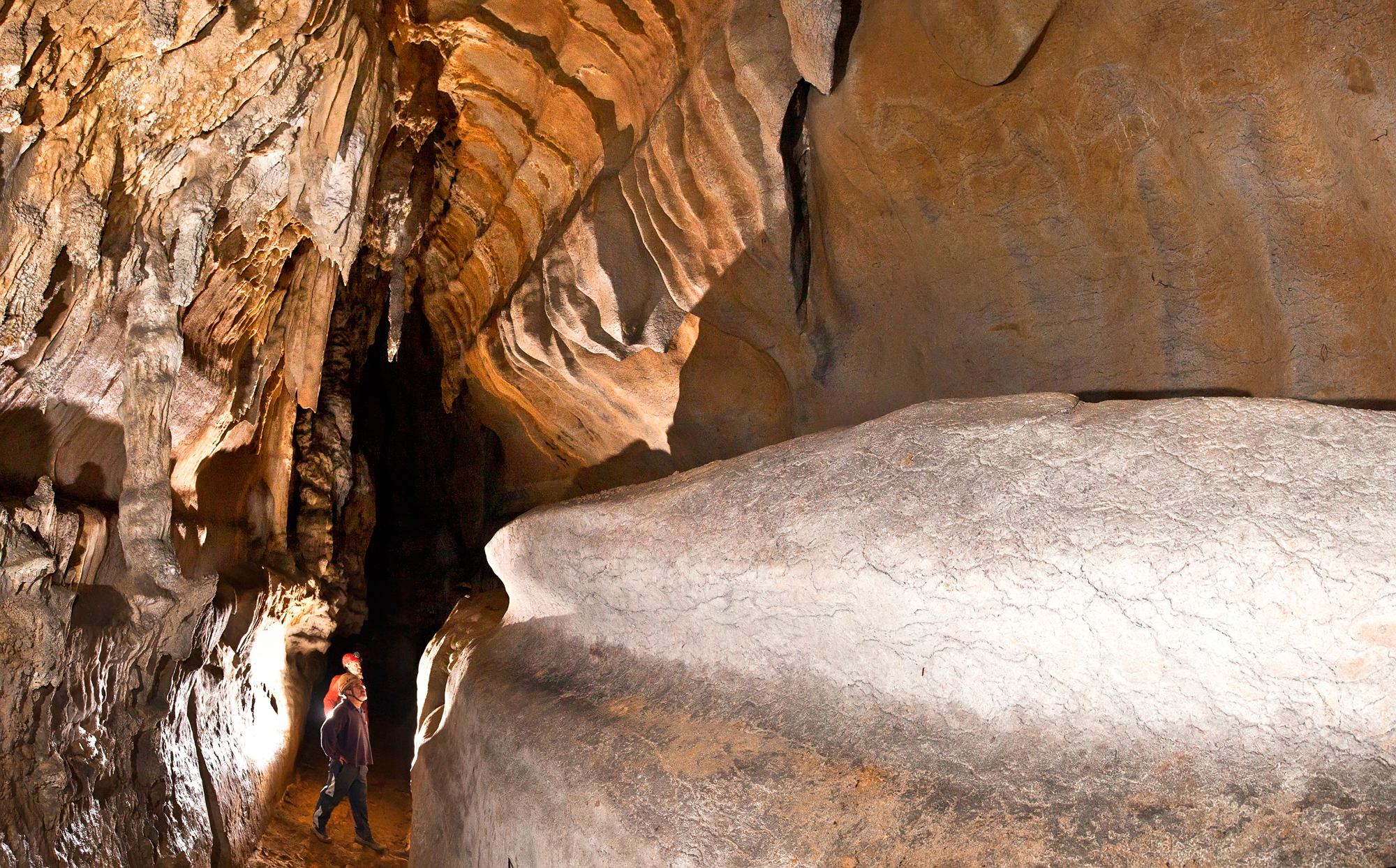
Intérieur de la grotte

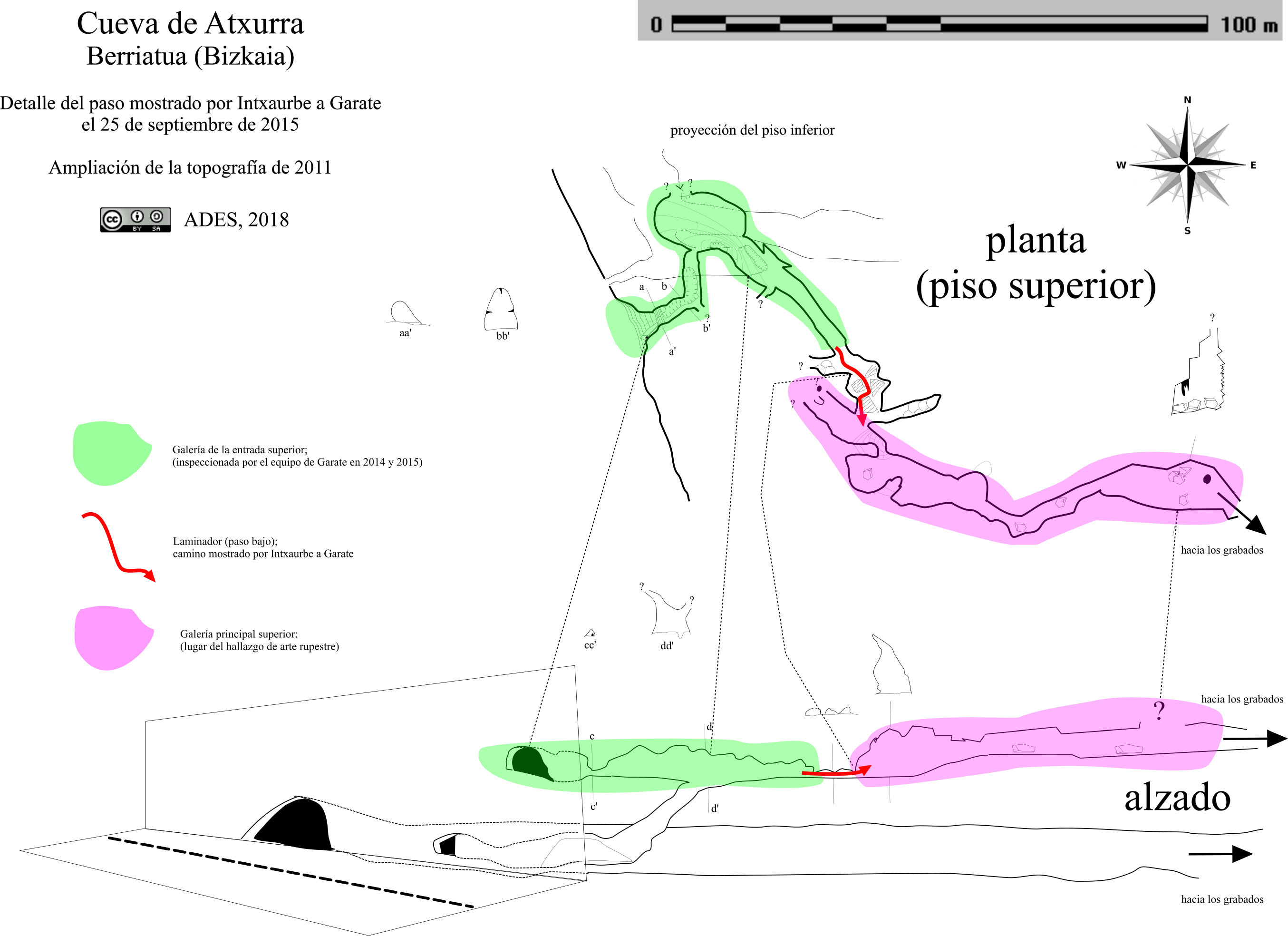
Plan de l'itinéraire suivi par Intxaurbe et Garate le jour de la découverte

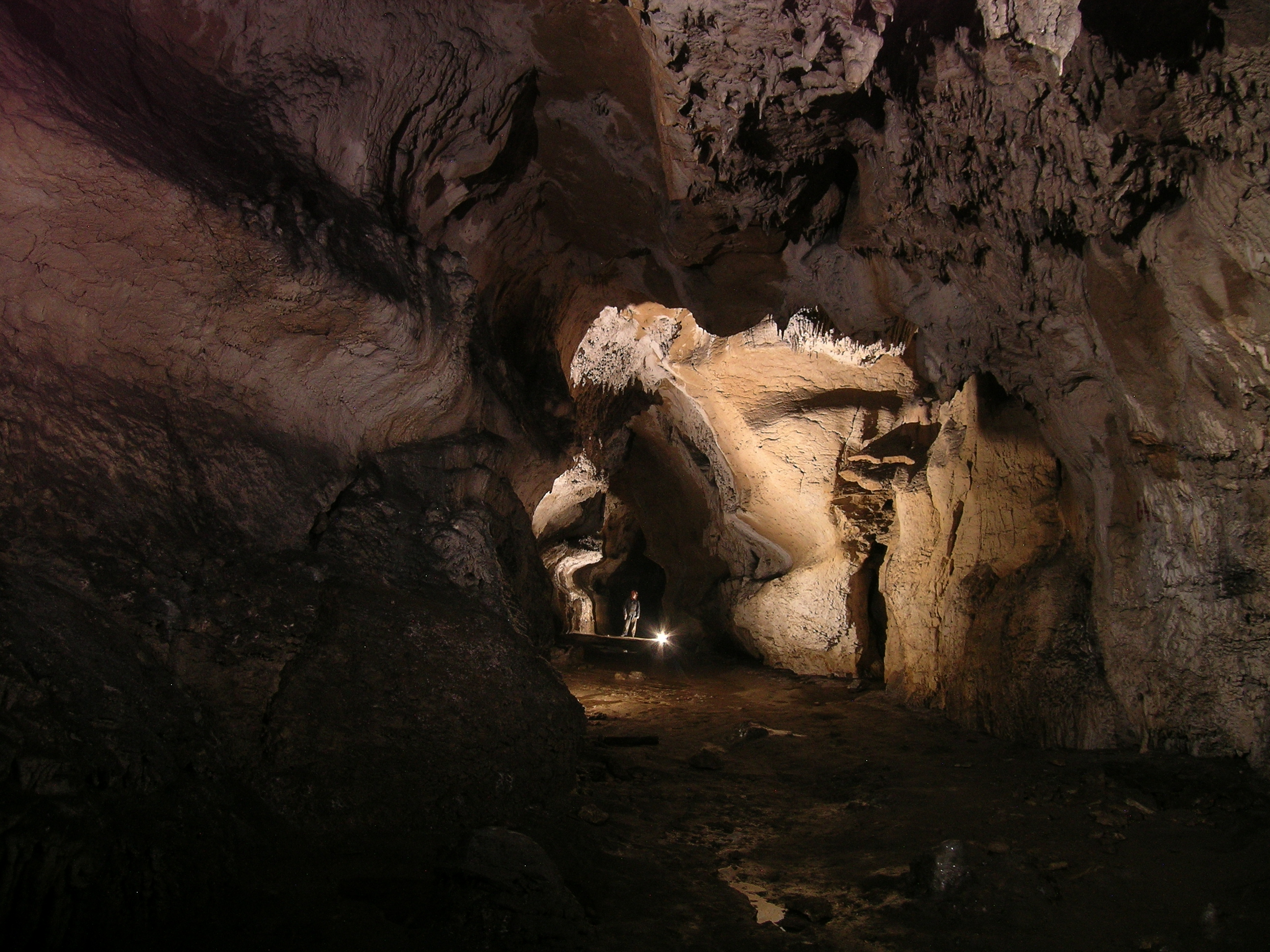
Galerie principale à l'étage inférieur de la cavité

## Historique
Bien que l'entrée supérieure soit connue depuis l'Antiquité, la grotte d'Atxurra est devenue célèbre en 1882 lorsque, lors de la construction de la nouvelle route de Lekeitio à Markina-Xemein, une explosion a ouvert l'entrée inférieure. Le caractère spectaculaire de ses concrétions et la facilité d'accès ont entrainé un afflux massif de visiteurs, et les chroniques de l'époque notaient déjà son pillage et sa détérioration rapides.
La première référence scientifique est celle d'une visite effectuée par les géologues Ramón Adán de Yarza (es) et José María Solano Eulate en 1882. Au cours de celle-ci, ils ont notamment recueilli des échantillons fossiles de faune et 16 données d'hydrogéologie et barométriques. Ce fut la première d'une longue série d'études qui se sont succédé presque sans interruption depuis lors :
- en 1892, la grotte fut visitée par le biospéléologue Manuel Martínez de la Escalera, qui recueillit des échantillons de faune[5] ;
- au début du XXe siècle, l'ingénieur des mines Augusto Gálvez Cañero a réalisé une série de sondages à l'étage inférieur, collectant divers vestiges paléontologiques et archéologiques ;
- José Miguel de Barandiarán Ayerbe la visita à plusieurs reprises à partir de 1919. Il recueillit plusieurs vestiges dans les galeries inférieures et identifia en 1929 un site archéologique à l'entrée supérieure, qu'il fouilla entre 1934 et 1935[6] ;
- en 1958, le Groupe spéléologique de Vizcaíno a procédé à une réexploration de la cavité[7] ;
- vers 1972, Jesús Altuna (es) a réalisé une prospection dans les galeries inférieures, collectant divers vestiges paléontologiques[8] ;
- dans les années 1990, la Société scientifique Aranzadi a étudié sa population de chauves-souris[9] ;
- en 2009, le groupe de spéléologie ADES a commencé une nouvelle étude de la cavité ;
- en 2013, à l'initiative du Groupe de recherche sur les chiroptères de l' université du Pays basque, l'entrée inférieure d'Atxurra a été fermée pour protéger la colonie de chauves-souris ;
- en 2014, l'équipe des archéologues Diego Garate (es) et Joseba Ríos-Garaizar a commencé une prospection archéologique d'Atxurra, au cours de laquelle, avec la collaboration de spéléologues de l'ADES, les premières gravures pariétales ont été trouvées[10].

À la suite de cette dernière découverte, la députation forale de Biscaye a installé des fermetures supplémentaires à toutes les entrées de la grotte d'Atxurra et a planifié une étude de cinq ans, axée sur l'archéologie et les spécialités directement liées (géologie, paléontologie, etc.), Les autres chantiers de recherche (biologie et exploration spéléologique) ont été suspendus.

## Art pariétal
Les archéologues ont plusieurs fois examiné les parois de la galerie supérieure sans trouver aucune trace d'art pariétal. Cependant, un membre du groupe de spéléologie ADES (qui participait aux travaux de soutien) a remarqué que les archéologues n'avaient examiné que les premiers mètres de la grotte et qu'ils ne connaissaient pas le chemin pour accéder à la galerie intérieure principale. Ainsi, le 25 septembre 2015, le spéléologue Iñaki Intxaurbe a guidé Diego Garate à travers ce passage. Une fois dans la galerie principale, et après l'avoir parcourue sur un peu plus de 200 m, Intxaurbe a identifié la première des gravures dans une salle latérale surélevée. Pendant les trois heures suivantes ils ont inspecté la zone, trouvant plusieurs dizaines d'autres figures. Étant donné l'importance de la découverte, ils ont informé l'autorité compétente en matière archéologique (Département d'Euskara et de culture de la députation forale de Biscaye) pour protéger l'ensemble et planifier son étude.

## Vestiges de paléofaune
En 1882, Adán de Yarza y Solano a recueilli plusieurs restes osseux fossiles, parmi lesquels ceux d'un ours des cavernes (Ursus spelaeus) dans la zone de confluence la plus intérieure entre les deux étages. Lors des fouilles réalisées au début du XXe siècle dans les galeries inférieures, Gálvez Cañero a également trouvé divers vestiges fossiles et les a déposés au Musée national des sciences naturelles d'Espagne. C'est en étudiant ces échantillons qu'Édouard Harlé a identifié des restes de rennes (Rangifer tarandus) pour la première fois dans la province de Biscaye, et un cinquième métacarpien d'ours des cavernes. En 1926, Barandiaran a identifié de nouveaux os d'ours au même niveau. Vers 1972, Altuna a réalisé une prospection dans ces galeries inférieures, trouvant de nombreux restes d'ours des cavernes, un fragment d'humérus de cerf, une première phalange de chamois, une dent de renard roux et une autre de blaireau.

## Faune actuelle

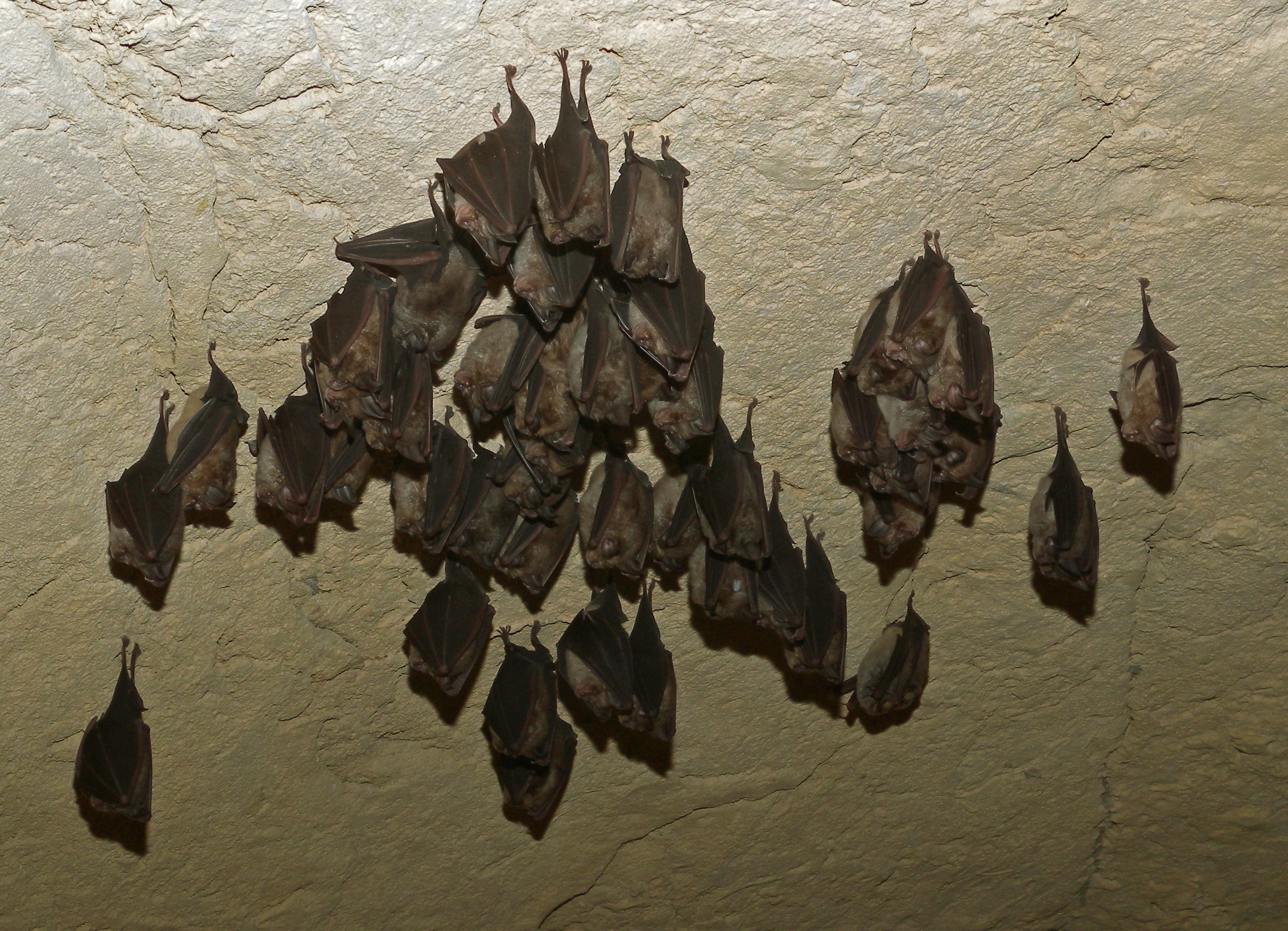
Chauves-souris à Atxurra

Martínez de la Escalera a visité la grotte en 1892 dans le cadre de son échantillonnage de diverses grottes de Biscaye. Entre Lumentxa et Atxurra, il a collecté quelque 300 spécimens du Coleoptera Bathyscia cantabrica, qui a ensuite été cité à nouveau sous le nom de Speocharis noltei. D'autres espèces ont été trouvées : les arachnida Chorizomma subterraneum, Ischyropsalis hellwigii ssp. lucantei, Meta menardi, Ischyropsalis superba et Nemastoma bacilliferum, et le parasite des chauves-souris Nycteribiidae biarticulata.
Une autre enquête biospéléologique a été menée par José Miguel Barandiaran lui-même, qui à partir de 1929 et pendant cinq ans a enregistré la mort naturelle de 58 escargots Helix nemoralis dans une zone d'un mètre carré du sol de l'entrée supérieure de la grotte, démontrant ainsi que les accumulations de coquilles de ce gastéropode trouvées dans les gisements ne sont pas toujours dues à la consommation humaine.
En ce qui concerne les chauves-souris, en 1968, le Groupe spéléologique de Biscaye a cité les espèces Rhinolophus ferrumequinum et Rhinolophus euryale à Atxurra. Dans les années 1990, la Société scientifique Aranzadi a étudié la population de chauves-souris. Dans les années 2010, après avoir été informé par l'ADES de l'existence dans la grotte d'une des plus grandes colonies de chauves-souris de la région, le Groupe de recherche sur les chiroptères de l'université du Pays basque a commencé à la surveiller, détectant dans celle-ci plusieurs espèces à risque élevé d’extinction. Pour cette raison, l'autorité compétente en matière biologique (Département de l'environnement du gouvernement régional basque) a demandé la fermeture de la cavité, puis a procédé à la fermeture de l'entrée inférieure en 2013. La population de chauves-souris d'Atxurra a été surveillée jusqu'en 2018, date à laquelle cette recherche a été interrompue en raison du manque de coordination entre les équipes étudiant la cavité. L'effet des nouvelles clôtures installées par la Députation forale de Biscaye pour protéger les gravures sur la colonie de chauves-souris est en cours d'évaluation.